# Nicolea dasycomus
Nicolea dasycomus är en ringmaskart som först beskrevs av Grube 1866.  Nicolea dasycomus ingår i släktet Nicolea och familjen Terebellidae. Inga underarter finns listade i Catalogue of Life.